# Perizoma inciliata
Perizoma inciliata är en fjärilsart som beskrevs av Zetterstedt 1839. Perizoma inciliata ingår i släktet Perizoma och familjen mätare. Inga underarter finns listade i Catalogue of Life.